# Crisp Glacier
Crisp Glacier är en glaciär i Antarktis. Den ligger i Östantarktis. Nya Zeeland gör anspråk på området. Crisp Glacier ligger 615 meter över havet.
Terrängen runt Crisp Glacier är kuperad norrut, men söderut är den bergig. Crisp Glacier ligger nere i en dal. Trakten är obefolkad. Det finns inga samhällen i närheten. 